# Marco Brunelli
Marco Brunelli (Milano, 2 dicembre 1927) è un imprenditore italiano attivo nel settore della grande distribuzione organizzata.

## Biografia
Brunelli è stato cofondatore delle catene di supermercati Esselunga (in società con Bernardo e Guido Caprotti), Supermercati GS (in società con Guido Caprotti); è altresì fondatore e proprietario dei gruppi Finiper (operante col marchio Iper la grande i tramite la controllata Iper Montebello) e Unes. Inoltre, ha ricoperto la carica di presidente di Carrefour Italia. Ciò fa di lui uno dei maggiori imprenditori del settore GDO in Italia.